# Теорема Колмогорова — Арнольда
Теорема  Колмогорова — Арнольда — теорема из анализа действительного переменного и теории приближений, гласит, что каждая многомерная непрерывная функция может быть представлена в виде суперпозиции непрерывных функций одной переменной. Она решает в более общем виде тринадцатую проблему Гильберта.
Трудами Андрея Колмогорова и Владимира Арнольда установлено, что если f — это многомерная непрерывная функция, то f можно записать в виде конечной композиции непрерывных функций одной переменной и бинарной операции сложения. А именно,
{\displaystyle f(\mathbf {x} )=f(x_{1},\ldots ,x_{n})=\sum _{q=0}^{2n}\Phi _{q}\left(\sum _{p=1}^{n}\phi _{q,p}(x_{p})\right).}
Построение доказательства, и даже более конкретные конструкции, можно найти в работе Брауна и Грибеля.
В каком-то смысле, Колмогоров и Арнольд показали, что единственная истинная функция многих переменных — это сложение, поскольку все другие функции можно записать с использованием функций одной переменной и сложения.

## История
Теорема Колмогорова — Арнольда тесно связана с 13-й проблемой Гильберта. В его парижской лекции на Международном конгрессе математиков в 1900 году Давид Гильберт сформулировал 23 проблемы, которые, по его мнению, были важны для дальнейшего развития математики. В 13-й из этих проблем задача состояла в решении общих уравнений высших степеней. Известно, что для алгебраических уравнений степени 4 корни можно вычислить по формулам, которые содержат только радикалы и арифметические операции (то есть такие уравнения разрешимы в радикалах). Для более высоких порядков теория Галуа показывает, что решения алгебраических уравнений нельзя выразить в терминах базовых алгебраических операций. Из преобразований Чирнгауза следует, что общее алгебраическое уравнение
{\displaystyle x^{n}+a_{n-1}x^{n-1}+\dots +a_{0}=0}
можно перевести в форму {\displaystyle y^{n}+b_{n-4}y^{n-4}+\dots +b_{1}y+1=0}. Преобразование Чирнгауза определяется по формуле, содержащей только радикалы и арифметические операции и преобразования. Таким образом, решение алгебраического уравнения степени {\displaystyle n} можно представить в виде суперпозиции функций двух переменных, если {\displaystyle n<7}, и как суперпозиции функций {\displaystyle n-4} переменных, если {\displaystyle n\geqslant 7}. Для {\displaystyle n=7} решение представляет собой суперпозицию арифметических операций, радикалы, и решения уравнения {\displaystyle y^{7}+b_{3}y^{3}+b_{2}y^{2}+b_{1}y+1=0}.
Дальнейшее упрощение алгебраических преобразований, кажется, невозможно, что вело к гипотезе Гильберта, о том что «решение общего уравнения степени 7 нельзя представить в виде суперпозиции непрерывных функций двух переменных». Это объясняет отношение тринадцатой проблемы Гильберта к представлению многомерных функций в виде суперпозиции функций низкой размерности. В этом контексте, это стимулировало многочисленные исследования в области теории функций и других связанных проблем разными авторами.

## Варианты теоремы Колмогорова — Арнольда
Вариант теоремы Колмогорова, который уменьшает количество внешних функции {\displaystyle \Phi _{q}}, принадлежит Джорджу Лоренцу. Он показал в 1962 году, что внешние функции {\displaystyle \Phi _{q}} можно заменить на одну функцию {\displaystyle \Phi }. Точнее, Лоренц доказал существование функций {\displaystyle \phi _{q,p}}, {\displaystyle q=0,1,\ldots ,2n}, {\displaystyle p=1,\ldots ,n,} таких, что
{\displaystyle f(\mathbf {x} )=\sum _{q=0}^{2n}\Phi \left(\sum _{p=1}^{n}\phi _{q,p}(x_{p})\right).}
Шпрехер заменил внутренние функции {\displaystyle \phi _{q,p}} на одну внутреннюю функцию с соответствующим сдвигом в своих аргументах. Он доказал, что существуют действительные значения {\displaystyle \eta ,\lambda _{1},\ldots ,\lambda _{n}}, непрерывная функция {\displaystyle \Phi \colon \mathbb {R} \to \mathbb {R} } и действительная возрастающая непрерывная функция {\displaystyle \phi \colon [0,2]\to \mathbb {R} } с {\displaystyle \phi \in \operatorname {Lip} {\big (}\ln 2/\ln(2N+2){\big )}} для {\displaystyle N\geqslant n\geqslant 2} такие, что
{\displaystyle f(\mathbf {x} )=\sum _{q=0}^{2n}\Phi \left(\sum _{p=1}^{n}\lambda _{p}\phi (x_{p}+\eta q)+q\right).}
Филлип А. Остранд обобщил теорему Колмогорова на компактные метрические пространства. Для {\displaystyle p=1,\ldots ,m} пусть {\displaystyle X_{p}} — компактные метрические пространства конечной размерности {\displaystyle n_{p}}, и пусть {\displaystyle n=\sum _{p=1}^{m}n_{p}}. Тогда существует непрерывная функция {\displaystyle \phi _{q,p}\colon X_{p}\to [0,1],\ q=0,\ldots ,2n,\ p=1,\ldots ,m} и непрерывные функции {\displaystyle G_{q}\colon [0,1]\to \mathbb {R} ,\ q=0,\ldots ,2n} такие, что любая непрерывная функция {\displaystyle f\colon X_{1}\times \dots \times X_{m}\to \mathbb {R} } представима в виде
{\displaystyle f(x_{1},\ldots ,x_{m})=\sum _{q=0}^{2n}G_{q}\left(\sum _{p=1}^{m}\phi _{q,p}(x_{p})\right).}

## Оригинальные ссылки
- Андрей Колмогоров, «О представлении непрерывных функций нескольких переменных суперпозициями непрерывных функций меньшего числа переменных», Доклады АН СССР, 108 (1956), с. 179—182; английский перевод: Amer. Math. Soc. Transl., 17 (1961), p. 369—373.
- Владимир Арнольд, «О функции трех переменных», Доклады АН СССР, 114 (1957), p. 679—681; английский перевод: Amer. Math. Soc. Transl., 28 (1963), p. 51—54.

## Дальнейшее чтение
- S. Ya. Khavinson, Best Approximation by Linear Superpositions (Approximate Nomography), AMS Translations of Mathematical Monographs (1997)